# Polyandrocarpa polypora
Polyandrocarpa polypora är en sjöpungsart som beskrevs av Monniot 200. Polyandrocarpa polypora ingår i släktet Polyandrocarpa och familjen Styelidae. Inga underarter finns listade i Catalogue of Life.